# D 757 (Türkei)
Die Straße D 757 (Devlet yolu 757) ist eine insgesamt 148 km lange Straße in der Türkei. Sie besteht aus drei räumlich getrennten Teilabschnitten östlich und südöstlich von Ankara.

## Verlauf
Der nur 9 km lange nördliche Abschnitt der Straße setzt die D 765 südlich von Kalecik zur West-Ost-Achse der D 200, die nach Kırıkkale führt, fort.
Der zweite, 54 km lange  Abschnitt zweigt nördlich von Kaman von der Straße D 260 nach Südsüdwesten ab, umgeht den Hirfanlı-Stausee (Hirfanlı Barajı) im Westen und führt über die Autobahn Otoyol 21 (Europastraße 90) zur Straße D 750 19 km nordwestlich von Şereflikoçhisar.
Der dritte Abschnitt beginnt südlich von Kırşehir an der D 260 und führt nach Süden über den Fluss Kızılırmak und die Autobahn Otoyol 21 nach Ortaköy und von dort zur D 750, die 12 km nördlich von Aksaray erreicht wird.